# Zbirka "Hrvatske slikarice rođene u 19. st."
Poznati hrvatski kolekcionar i književni teoretičar dr. Josip Kovačić darovao je 1988. godine gradu Zagrebu zbirku 'Hrvatske slikarice rođene u 19. stoljeću' koja sadrži slikarska ostvarenja 33 hrvatske slikarice, s namjerom da se zbirka sačuva i prezentira javnosti.
Ova jedinstvena zbirka sadrži ukupno 1.045 umjetnina (406 slika, od toga
221 ulje na platnu i 185 akvarela, 557 crteža, 77 grafičkih listova i pet
albuma za skiciranje), a među njima su radovi Naste Rojc, Slave Raškaj,
Anke Krizmanić, Vere Nikolić Podrinske, Mile Vod, Zdenke Pexidr-Sriće, Nevenke Đorđević, Cate Dujšin i Dore Car.
Donacijom ove vrijedne zbirke grad Zagreb postao je bogatiji za rijedak segment kulturne baštine te se pritom bez pretjerivanja može reći da se radi o svjetski jedinstvenoj kolekciji radova slikarica.
Donacija je 1988. godine izložena u Umjetničkom paviljonu u Zagrebu  Arhivirana inačica izvorne stranice od 27. listopada 2005. (Wayback Machine), a odabrana djela pojedinih slikarica iz zbirke izlažu se svake godine u zagrebačkim i drugim hrvatskim galerijama. 
Do donacije ne bi došlo da nije bilo skandala oko slikarice Anke Krizmanić koju je Josip Kovačić opljačkao. U jeku skandala 1987. godine oko vjenčanja Anke Krizmanić s 69 godina mlađim Asmirom Kamberom, kada su Arena, Vjesnik i Večernji list pisali o slikarici koja je zatvarana i o nebrizi vlasti za slikaričina djela. 
Od 5761 umjetničkih djela Anke Krizmanić, samo su 339 u donaciji, osim tih 339 likovnih djela, Kovačić danas ima tek još oko 600 likovnih djela nesretne slikarice. Sve što je vrijedilo je rasprodao. Kako je Kovačić došao pod zaštitu Mike Špiljka, a donacijom ukradenih i otetih slika skandal je naprosto ugušen. No iza kulisa se krije to da je jedna struktura jednoumlja dozvolila pojedincu da opljačkano uživa te ga nagradila mjesečnim primanjima. Javnosti je malo poznato da je ova zbirka "Hrvatske slikarice rođene u 19. st." zbirka otetih umjetnina od osoba koje su u vrijeme Austro-Ugarske bili glavni kotači gospodarstva i ekonomije, da su između dva rata mnogi od tih vlasnika slika i skulptura bili ugledni Zagrepčani.
Velika i vrijedna umjetnička donacija deponirana je do danas u Radićevoj ulici 24, u privatnom stanu dr. Josipa Kovačića. Oslobađanjem prizemnog prostora u toj zgradi i odlukom Gradskog poglavarstva da se on ustupi za zbirku dr. Kovačića, a u okviru Muzeja grada Zagreba, stekli su se uvjeti da se ta vrijedna zbirka konačno izloži na primjeren način.
Ured za kulturu grada Zagreba u suradnji s Muzejsko-dokumentacijskim centrom izradio je idejni, a
potom i izvedbeni projekt arhitektonskog i muzeološkog rješenja prezentacije zbirke. Kako predviđa idejni projekt što ga potpisuju ravnateljica MDC-a prof. Višnja Zgaga i dipl. ing. arh. Ksenija Petrić,prostor je podijeljen u dva dijela: u jednom bi bio stalni postav velikih imena hrvatskih slikarica, a u drugom, memorijalnom, mogao bi se upoznati život samog Kovačića, znanstvena metodologija skupljanja te biografski film. U trećem bi se dijelu održavale tematske izložbe.

### Iz člankaHrvatske slikarice plemenitašice(Marina Tenžera, Vjesnik, 17.08.2003)
Slikarice iz 19. stoljeća bile su neopravdano zapostavljen dio hrvatskog likovnog korpusa. Mahom
plemenite rođenjem ili udajom, školovane su u privatnoj pouci ili na prestižnim akademijama u Zagrebu, Beču i Münchenu. Nisu smjele izlagati sve do Prvog svjetskog rata po srednjoeuropskim normama visokog društva, kako ne bi »oduzimale kruh slikarima plebejcima«. Počele su se probijati humanitarnim izložbama, teško krčeći put ka javnosti. Nebrojeno je puta dr. Kovačić predstavljao dijelove zbirke, zadnji put bila je to senzacionalna izložba što je obradila dr. Žarka Vujić »Hrvatske slikarice plemkinje«, a katalog tiskao agilni urednik art magazina »Kontura« Zdravko Mihočinec. Prvo je gostovala u sjevernoj Hrvatskoj u povijesnim zdanjima i dvorcima, da bi svoj put završila u Muzeju za umjetnost i obrt, gdje je tri puta produžavana.
Kovačić je priredio prvu samostalnu izložbu Dore Car, učenice Crnčića, Sesije, Ivekovića i Auera. Djela nađena na tavanima i podrumima, otkupio je, obnovio i prikazao javnosti. Najmilija učenica Mencija Clementa Crnčića na putovanjima je s učiteljem radila romantične studije crteža i akvarela koje je prenosila u grafiku ili bakropis. Posvetivši se nakon studija pedagoškom radu, zanemarila je slikarsku karijeru pa mnogi njeni đaci nisu znali da je vrsna slikarica. Izložbom je konačno ušla u znanstvenu literaturu.
Kovačić je sačuvao i mnoga djela brata joj Bogumila Cara. S više lokacija spasio je 1972. i djela barunice Vere Nikolić Podrinske. Prije 20-ak godina medijski bagatelizirana bila je talentirana Nasta Rojc, izvanredna žena koja je osnovala Klub likovnih umjetnica, dajući time do znanja javnosti da postoje i slikarice. Osim izvanrednog ulja »Gazdinstvo u planini« Julije Erdödy Drašković, Kovačić posjeduje i njezine rane radove iz Bratislave. Vrhunac je njezina rada »Autoportret sa sinom«. Nakon njegove tragične pogibije u lovu, ubila se jašući do iznemoglosti. Od zaborava je dr. Kovačić spasio i djela Karoline Vojković (Voikffy) o kojoj je panegirike 1856. pisao Ivan Kukuljević Sakcinski.
Iznimna su i djela Fanjice Daubači Brlić, svekrve Ivane Brlić Mažuranić, prve naše grafičarke (izvanredan portret sestre Minke), čija je djela kolekcionar našao kod nasljednika onih Krešića koje je portretirao Vjekoslav Karas. Tama je pokrila djela izvanredne animalistice Marije Novaković, glazbenice koja je skončala u duševnoj bolnici, baš kao i slavna Slava Raškaj, čija su djela, bez pretjerivanja, vrhunac akvarelizma uopće. Odlična je pleneristica bila Elza Halper što se usavršavala na slikarskoj koloniji u Dachauu. Kći slikara Josipa Franje Mückea - Marijana nekim je teoretičarima bila talentiranija od oca. Puno je putovala Italijom, a njezin je sinčić proboden venecijanskom iglom kroz glavu.
Predsjednici vlada i banovi kupovali su djela zaboravljene Reske Šandor, portrete i mrtve prirode. Tu su i djela Antonije Krasnik, barunice Sommaruga iz Lovinca, koju je Kršnjavi slao na školovanje u Beč. Na izložbi bečkih studenata u Parizu toliko je odskakala svojim radovima od drugih, da su joj Francuzi dali stipendiju za usavršavanje kod Rodina! Po nacrtima te prve svjetski poznate hrvatske dizajnerice poznate su europske tvornice izrađivale sagove, staklo i keramiku, što sve nije bilo dovoljno da prije nekoliko godina bude zastupljena na izložbi »Sto godina hrvatskog dizajna«!
Čitava je tu još galerija zaboravljenih dama čija djela valja valorizirati i predstaviti svijetu: Anka Maroičić, Milka Bedeković, Vjera Bojničić Kninska, Zoe Borelli, Truda Braun-Šaban, Ella Inkey, Štefa Armano, Zenaida Bandur-Ercegović, Anka Bestall, Lucie Buhmeister-Kučera, Flora Jakšić, Štefana Klaić Hribar, Mira Ehrlich Klobučar, Anka Marojčić-Löwentahl, Mira Mayr-Marochino, Marija Mihalić-Wolf, Sofija Omčikus, Ivka Orešković, Danica Peklić-Peyer, Zora Preradović, Lepoldina Scmidt-Auer, Mary Stiborsky, Jelka Struppi Wolkensperg, Alma Sova Pichler von Tenenberg, Terezija Šandor, Jelka Tomičić-Schwarz, Lina Virant-Crnčić i druge.